# FIAT2000
FIAT2000（Fiat duemila、フィアット ドゥエミーラ）は、イタリアの重戦車で、イタリアが開発した最初の戦車である。

## 概要
1915年10月13日、フィアット社は、イタリア軍のジュリオ・マルティーニ少将から、「砲塔に65 mm砲を搭載し、装甲車よりも優れた装甲を備えた、40トンの装甲車」の設計を命じられた。
1916年8月、フィアット社の、カルロ・カヴァッリとジュリオ・チェザーレ・カッパのチームにより設計され、1917年に1輌（1917年型、modello 1917)、1918年に1輌（1918年型、modello 1918)の、計2輌が試作された（より正確には、まず1917年型が1輌製造され、同車輌を（1918年型仕様に）改修した後、1918年型がもう1輌製造された）。開発には、イギリスのリトル・ウィリーの報道写真や、フランスから購入したシュナイダーCA1が、参考にされた。
1917年6月に、試作1号車（1917年型）が運転試験を開始した時には、シャーシ（履帯や足回りやエンジンを含む車体下部）が完成していたただけで、戦闘室を構成する上部構造がまだ欠けていた。
- [1] - 試作1号車のシャーシ。向かって右側が前方。1917年。

2輌の試作車両の完成は砲塔の形状やハッチの配置、装甲の配置の検討などのために延期されていった。50輌が発注されたが、量産はなされなかった。2輌目の試作車は、1934年の時点では前方2つの機関銃を37 mm砲に換装していた（1934年型、modello 1934）。
40トンもの重量は、ドイツのKヴァーゲンの150トン以上を例外とすれば、第一次世界大戦中に量産された戦車の中では最も重い車両となる。

## 構成
台形の車体を持ち、車体前面中央部には曲面の張り出しがあり、ここに操縦席がある。張り出し部分には操縦手用の視察窓を備えていた。
装甲厚は、前面と側面が20 mm 、後面が15 mm である。この装甲板は、当時入手可能な最高の物で、もともとは軍艦「クリストフォロ・コロンボ」のために用意されていた、テルニのアンサルド工場によって供給された、高品質バナジウム鋼であった。
車体上面には2 名用の旋回式の単砲塔を備える。砲塔は、プロトタイプである1917年型（modello 1917)はオープントップで円錐台状の、改良型である1918年型（modello 1918)は密閉式で半球状の形状をしていた。高仰角による発射が可能な砲塔には、トリノ工廠製 M1913 17口径 65 mm 砲（山砲＝山岳榴弾砲）を備えていた。

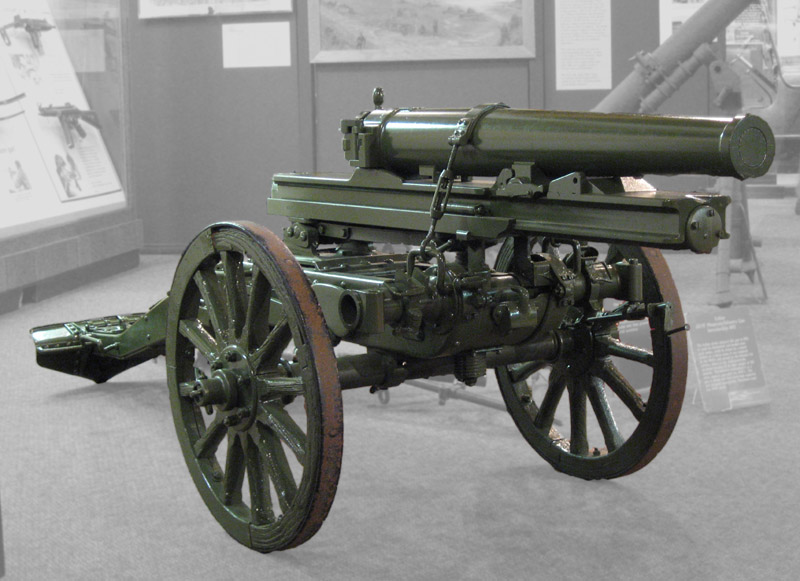
Da 65/17 modello 13

この砲は、元々は、山砲として開発され、山岳部隊に配備され、第一次世界大戦で活躍し、山砲としては70 mm 砲にとって代わられたため、1926年からは歩兵部隊に回され配備された。旧式ではあったが、軽量で悪条件での信頼性が高いため、歩兵に好まれ、近接支援兵器として、第二次世界大戦でも活躍した。この砲には、徹甲弾、榴弾、榴散弾、が用意されており、砲口初速は320～355 m/s程で、有効射程6.8 km先までの投射能力があった。後には、対装甲目標用に、成形炸薬弾も用意されたが、砲身の短さと砲口初速の低さから、その場合の有効射程はわずか500 m程であった。
車体全周を囲むように機関銃が配置されており、車体の四隅と中央部左右、及び車体後面（後方機関銃は1918年型で追加されたもの）の7箇所にフィアット レベリ M1914 6.5 mm 重機関銃が装備された。車体左右側面に開口した銃眼穴（ガンポート）には、1918年型では装甲蓋が設けられた。武装類は、座った状態か、中腰で膝を曲げ（たままにな）ることなく立ったままで扱うことができた（人間工学的に優れていた）。
- [3] - 車内透視図

1917年型と1918年型の違いは、
- 1917年型:砲塔は円錐台状。プロトタイプなので武装は無い。車体の角（コーナー）が開口しておらず、角に武装が無い。車体下部の履帯を覆う装甲板は複数に分割されている。搭乗扉が車体右側面。左側面前方に丸い換気扇あり。

- [4] - 1917年型 左側面 1917年後半から1918年初頭にかけての試験中

- [5] - 1917年型 右側面 1917年後半から1918年初頭にかけての試験中

- 1918年型:砲塔は半球状。車体の角が開口しており、角に武装がある。車体下部の履帯を覆う装甲板は一枚板。搭乗扉が車体左側面。

エンジン及び変速装置は床下に収められている。これにより、車体上部の戦闘室と、車体下部の機関室に、上下に区画化され、分離されている。車体後部に配置されたエンジンはフィアット・アヴィアツィオーネ（Fiat Aviazione）社の航空機用の水冷直列6気筒ガソリンエンジン 「A.12」を転用した。プロペラシャフトを通じて後部のエンジンから操縦席直下の変速装置と前方の起動輪に動力を伝達する前輪駆動方式（RF、リアエンジン・フロントドライブ）である。前方の起動輪（スプロケット・ホイール）は、チェーン駆動であった。
- [6] - フィアット・アヴィアツィオーネ A.12 水冷直列6気筒ガソリンエンジン

懸架装置は2つの車輪を持つリーフ式サスペンション付ボギー式を片側4組備え、この他に最前部／後部のボギーと起動輪及び誘導輪の間にそれぞれ1個の補助転輪があった。
搭乗扉は、当初は右側面（1917年型）に設置されていたが、左側面（1918年型）に再配置された。戦闘室が車体上部にあるので、搭乗扉も車体上部にあった。
乗員数については、カタログスペックで、武装の数から10 名と（推定）されていることが多いが、実際には8 名だった可能性が高い。というのも、10 名だと車内が狭いし、各機銃に必ずしも一人ずつ機銃手を配置する必要は無いし、当時の戦車の前に並んだ乗員の集合写真が複数存在するのだが、どれも8 名しか写っていないからである。
- [7] - 2号車の乗員の集合写真。1930年5月。

鈍重ではあったものの、FIAT2000は、世界初の実用戦車であるイギリスのマーク I 戦車と比較して、車体上面に旋回砲塔を備える点（これは参考にしたリトル・ウィリーの影響と考えられる）や、戦闘室と機関室が区画化され分離している点や、サスペンションを備えている点や、前輪駆動方式など、数々の新機軸を盛り込んでおり、先進的な戦車であった。

## 運用
FIAT2000は2輌の試作のみで本格量産されず、試作車の完成後程なく第1次世界大戦が終了してしまったために、イタリア軍は重戦車に関心を失い、実戦にも参加していない。
唯一の活躍は、1919年にFIAT2000 2輌とルノー FT-17 3輌で構成された第1突撃自動車中隊がトリポリタニアに派遣され、ミスラータ地区でのリビア反抗組織に対する政治行動として「攻撃車両による自立戦闘」を行ったことである。しかし、FIAT2000はその最大6km/hという走行速度の遅さから、「迅速な作戦行動に向かない」「快速な軽戦車と行動を共にできない」と不評で、わずか2ヶ月で戦線から引き揚げられている。
その後、2輌のうち1輌（1号車）はトリポリの商工会議所警護のための“移動トーチカ”として用いられ、もう1輌（2号車）はイタリア本国に戻され、1919年4月1日にはローマにて国王列席の下で障害物踏破のデモンストレーションを行った。このデモンストレーションではそれなりの結果を示したものの、列席者の大きな興味を惹くことはできず、量産発注が復活することもなかった。
リビアでの運用結果から、本車は「その重装甲・重武装は満足できるものではあるが、あまりにも重すぎ、山岳の多いイタリア本国や南ヨーロッパ地域での運用にも不向きであろう」と結論され、これはイタリア軍が以後機甲部隊を整備するにあたって軽量級の戦車を重視する一因となった。
1号車は、そのままリビアに残置され、その後、現地で解体されたものと考えられる。
イタリア本国に引き揚げられた車輛（2号車）は、1924年以後は第8重砲兵連隊の所属とされつつ、戦車開発に関するテストに時折用いられたのみで、予備兵器として保管されていたが、1934年には軍事パレードに出場させるために再整備され、前部左右角の機銃を40口径 37 mm 半自動砲（おそらく、フィアット3000B（1930年型）の主武装である、ヴィッカース＝テルニ 40口径 37 mm 砲のこと）に換装してパレードに登場している。
- [9] - 前部左右角の機銃を40口径 37 mm 半自動砲に換装した2号車

FIAT2000が最後にその存在を示したのは1936年のコッラード・マッツォーニ兵舎（ボローニャ）においてであり、当地に駐屯した第3戦車歩兵連隊において記念碑として展示された。
2号車も、この後、解体されたものと考えられる。
第1次世界大戦終結100周年記念の前頃から、その先進性がイタリア国内で高く再評価され、募金が集められ、FIAT2000のエンジン付き原寸大レプリカが製造され、2020年11月にイタリア北部ヴィチェンツァ県にて完成した。極めて精巧に作られているが、搭乗扉が両側面に設けられている。